# 刘宏艳
刘宏艳（1967年—），辽宁省北票市人，蒙古族，中华人民共和国中学蒙古语教师、全国人大代表。

## 生平
毕业于辽宁教育学院蒙语文专业。2013年，当选为第十二届全国人大代表。2018年2月24日，当选为第十三届全国人大代表。2020年时，她是北票市尹湛纳希高级中学蒙语文教师。